# Equinae
Equinae – podrodzina ssaków z rodziny koniowatych (Equidae).

## Podział systematyczny
Do podrodziny należy jedno występujące współcześnie plemię:
- Equini J.E. Gray, 1821

Opisano również plemiona wymarłe:
- Hippotheriini Bonaparte, 1850
- Protohippini Gidley, 1907

Opisano również szereg rodzajów wymarłych:
- Acritohippus Kelly, 1995[4]
- Archaeohippus Gidley, 1906[5]
- Desmatippus Scott, 1893[6] – jedynym przedstawicielem był Desmatippus crenidens Scott, 1893
- Kalobatippus Osborn, 1915[7]
- Merychippus Leidy, 1857[8]
- Parahippus Leidy, 1858[9]